# イ式重爆撃機
イ号重爆撃機
本機の元になったフィアット BR.20（1939年）
- 用途：爆撃機
- 製造者：フィアット
- 運用者：大日本帝国陸軍
- 生産数：75または85機（イ号重爆撃機のみ）
- 運用開始：1938年（昭和12年）1月
- 運用状況：退役

イ式重爆撃機（イしきじゅうばくげきき）は、大日本帝国陸軍がイタリアから輸入して使用した、フィアット社製のBR.20爆撃機の日本側通称。「イ式」は「イタリア」の「イ」に由来する。1938年（昭和13年）に85機（または75機）が輸入され、九七式重爆撃機が配備されるまで使用された。連合軍のコードネームはRuth（ルース）。

## 輸入
1937年（昭和12年）7月に日中戦争（支那事変）が勃発した際、陸軍が使用できる重爆撃機は旧式化した九三式重爆撃機のみで、新鋭後継機であるキ21（後の九七式重爆撃機）の配備には、まだ時間がかかる状態だった。そのため陸軍は中継ぎの爆撃機を輸入して対応する計画を立て、当初はドイツのハインケル He 111の輸入を希望したが、ドイツ軍部の反対で実現せず、イタリアからの輸入に方針を転換した。爆撃機購入使節団は1938年にイタリアに赴き、カプロニ Ca.135と比較審査の上、設計がより先進的だったフィアット BR.20の輸入を12月に決定した。購入費用は当時の金額で6,000万円だったが、満洲産の大豆とのバーター取引だったという説もある。
陸軍の発注は100機だったが、実際に輸入されたのは85機（75機とも）だった。輸入機は、イタリア王国軍規格の爆弾・旋回機関銃や各種部品類と共に、1938年（昭和13年）1月から順次大連に船便で到着し、直ちに日中戦争に実戦配備された。なお、大連に着いた第一陣の船には、運用指導のためにイタリア空軍やフィアット社の関係者も同乗していた。

## 運用
イ号重爆撃機は飛行第12戦隊および飛行第98戦隊の重爆戦隊に配備され、蘭州、重慶、延安などの中国大陸奥地の爆撃に活躍した。第12戦隊はノモンハン事件にも出動している。
しかし性能はカタログデータを下回り、事故も多く、イタリア流の設計に不慣れな前線の現地部隊からの評判は余り芳しいものではなかった。ただし、事故や不評の原因の多くは日本とイタリアの設計や運用の思想に違いがあったと考えられ、短期間の教練だけで外国製の機体を運用するのはやや無理があった。
反面、防弾装備や20mm機関砲と12.7mm機関銃からなる防御武装など、防御面が日本機に比べて充実している点は現地部隊にも好評であった。中でも、本機の自衛装備だったブレダ SAFAT12.7mm機関砲は陸軍の航空機関砲開発に極めて役立っており、SAFAT12.7mm機関砲と同じ12.7mm×81SR弾を採用したホ103 一式十二・七粍固定機関砲は、一式戦闘機「隼」を筆頭に多くの陸軍機に搭載され太平洋戦争（大東亜戦争）における陸軍主力機関砲として広く使用された。一部のベテラン操縦士は本機の特徴を会得し、有効に運用した。
1939年（昭和14年）2月には、航研機の操縦士として高名だった藤田雄蔵中佐と高橋福次郎曹長が、本機の運用法を研究するために各務原から漢口へ向かったが、国民革命軍の支配下にある沙洋鎮に不時着し、水路で漢口へ向かう途中に交戦して戦死するという事件が起きた。また、国民革命軍空軍に完全な状態で鹵獲され、「天皇からの贈り物」という意味を込めて「みかど一号」と称された機体もあった。なお、連合軍は本機の制式名称が「九八式重爆撃機」、愛称が「Mikado」（帝）であると誤認していた。
性能の他にも規格が日本と異なるため、日本規格の爆弾を搭載するとスペースに無駄が生じて軽爆撃機程度の搭載量にとどまったという。イタリアより輸入した爆弾や部品が消耗した後は日本製の物が使用できず行動が困難となり、九七式重爆撃機の実戦配備に伴って急速に第一線から姿を消すこととなった。退役後は、大豆購入代金の代わりに満洲国に引き渡されたといわれ、満洲の飛行場で雨ざらし状態のままいつしかスクラップ化した。

## 主要諸元
出典:『日本航空機総集 第八巻』
- 全長： 16.10 m
- 全幅： 21.50 m
- 全高： 4.30 m
- 主翼面積： 74.0 m2
- 重量： 6,500 kg
- 全備重量： 10,100 kg

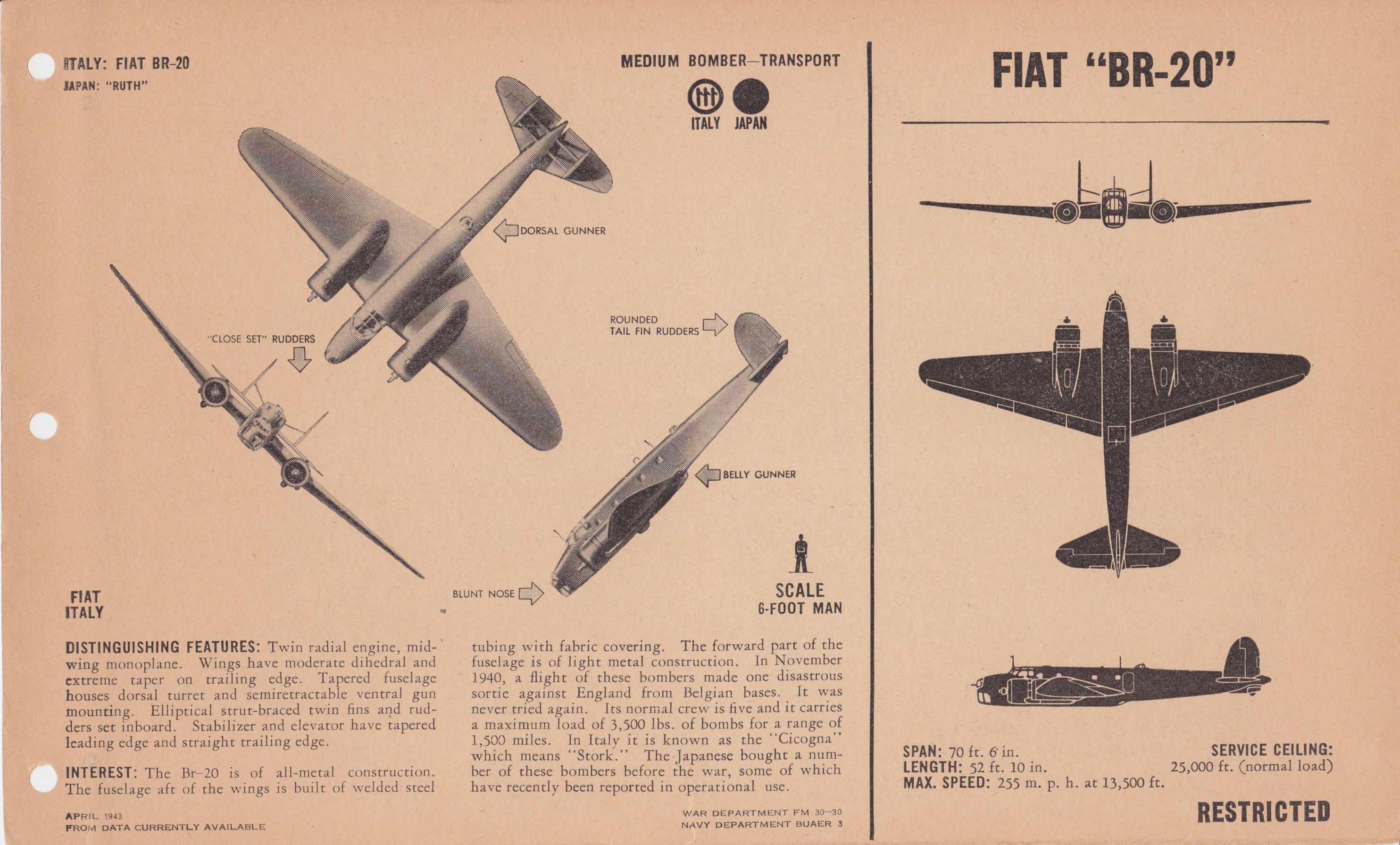
BR.20の三面図。イタリアと日本のラウンデルが書かれており、日本が購入し、複数機を運用したことが言及されている。

- 発動機： フィアットA.80 RC.41（空冷複列星型14気筒） ×2
- 出力： 1,000馬力 ×2
- 最大速度： 430 km/h（高度 4,100 m）
- 航続力： 3,000 km
- 上昇力： 2,000 mまで 6 分 30 秒、4,000 mまで 14 分、5,000 mまで 18 分
- 実用上昇限度： 9,000 m
- 武装： 12.7 mm ×2（機首・後下方各1、旋回）、20 mm ×1（後上方、旋回）、爆弾 1,000 kg
- 乗員： 6 名